# Dirk Schütze
Dirk Schütze (* 3. Januar 1967 in Hildesheim) ist ein ehemaliger deutscher Wasserballspieler und Europameister.
Dirk lernte als einer von vier Brüdern das Wasserballspielen bei Hellas 1899 Hildesheim, der mit Schütze 1983 deutscher A-Jugend-Meister wurde und 1986 erstmals den Aufstieg in die Bundesliga schaffte. Internationale Auftritte brachten den Gewinn der Junioren-Europameisterschaft 1986 in Berlin und die Goldmedaille mit der A-Nationalmannschaft bei der Wasserball-Europameisterschaft 1989 in Bonn. Auf eine Teilnahme an dem Olympiaturnier 1992 in Barcelona verzichtete er zusammen mit zwei Teamkameraden nach mannschaftsinternen Querelen, was für den in der Zwischenzeit zu einem Führungsspieler aufgestiegenen Hildesheimer zugleich den Abschied aus der Nationalmannschaft bedeutete. Ein zwischenzeitlicher Vereinswechsel brachte 1993 den Gewinn der deutschen Meisterschaft mit Waspo Hannover-Linden sowie 1993/94 eine Saison als Profispieler in Como (Italien).